# Transponering (matematik)
 For alternative betydninger, se Transponering. (Se også artikler, som begynder med Transponering)
I matematikken og i særdeleshed i lineær algebra, er den transponerede af en matrix en anden matrix, der dannes ved at lave rækker til søjler og omvendt. Uformelt dannes den transponerede af en matrix ved at spejle indgangene i diagonalen (fra øverste venstre hjørne til nederste højre.) Den transponerede af A skrives Atr, tA, A′, At eller AT.
Formelt er den transponerede af en m gange n-matrix A n gange m-matricen AT defineret ved AT[i,j] = A[j,i] for 1 ≤ i ≤ n og 1 ≤ j ≤ m.

## Eksempel
{\displaystyle {\begin{bmatrix}1&2\\3&4\end{bmatrix}}^{\mathrm {T} }\!\!\;\!=\,{\begin{bmatrix}1&3\\2&4\end{bmatrix}}\quad {\mbox{og}}\quad {\begin{bmatrix}1&2\\3&4\\5&6\end{bmatrix}}^{\mathrm {T} }\!\!\;\!=\,{\begin{bmatrix}1&3&5\\2&4&6\end{bmatrix}}\;}

## Egenskaber
For alle m gange n-matricer A og B og enhver skalar c gælder, at (A + B)T = AT + BT og (cA)T = c(AT). Dette viser, at transponering er en lineær afbildning fra rummet af alle m gange n-matricer til rummet af alle n gange m-matricer.
Transponeringoperationen er selv-invers; at tage den transponerede af den transponerede svarer til ikke at gøre noget: (AT)T = A.
Hvis A er en m gange n- og B en n gange k-matrix gælder, at (AB)T = BTAT. Bemærk at rækkefølgen af faktorerne ændres. Heraf kan udledes, at en kvadratisk matrix A er invertibel hvis og kun hvis AT er invertibel, og i det tilfælde er (A-1)T = (AT)-1.
Prikproduktet af to søjlevektorer kan beregnes som
{\displaystyle \mathbf {a} \cdot \mathbf {b} =\mathbf {a} ^{\mathrm {T} }\mathbf {b} \,}
hvor produktet på højre side er den almindelige matrixmultiplikation.
Hvis A er en n gange n-matrix over et legeme, er A kongruent til AT. Altså eksisterer en invertibel matrix C, så C-1AC = AT.

## Yderligere nomenklatur
En kvadratisk matrix hvis transponerede er lig sig selv kaldes en symmetrisk matrix. Altså er A symmetrisk, hvis og kun hvis
{\displaystyle \ A=A^{\mathrm {T} }.}
En kvadratisk matrix hvis transponerede også er dens inverse kaldes en ortogonalmatrix. Altså er G ortogonal, hvis og kun hvis
{\displaystyle G\,G^{\,\mathrm {T} }=G^{\,\mathrm {T} }G=I_{n},\,}   identitetsmatricen.
En kvadratisk matrix hvis transponerede er lig sig selv, blot med negative værdier, kaldes anti-symmetrisk eller skæv-symmetrisk. Altså er A anti-symmetrisk, hvis og kun hvis
{\displaystyle \ -A=A^{\mathrm {T} }}
Den Hermitisk adjungerede af en kompleks matrix A, skrevet A*, opnås ved at tage den komplekst konjugerede af alle indgangene i den transponerede af A.